# Zoe Levin

Zoe Levin (Chicago, 24 de noviembre de 1993) es una actriz estadounidense conocida por su rol de Emily en la película de 2013 Palo Alto y como Tasha en Beneath the Harvest Sky. En la comedia negra de Netflix Bonding de 2019 interpretó a Tiffany «Tiff» Chester. También formó parte de la película The Long Home, dirigida por James Franco.

## Filmografía
| Año         | Película                | Rol                   | Notas                   |
| ----------- | ----------------------- | --------------------- | ----------------------- |
| 2010        | Trust                   | Brittany              |                         |
| 2011        | Hawaiian Vacation       |                       | Peas-in-a-Pod           |
| 2012        | Advantage: Wienberg     | Colleen O'Shaughnessy |                         |
| 2012        | The Way Way Back        | Steph                 |                         |
| 2013        | Arrested Development    | High School Girl #1   | 1 episodio: "Senoritis" |
| 2013        | Palo Alto               | Emily                 |                         |
| 2013        | Beneath the Harvest Sky | Tasha                 |                         |
| 2014–2015   | Red Band Society        | Kara Souders          | 13 episodios            |
| 2019 - 2021 | Bonding                 | Tiff                  |                         |
| 2019        | The Long Home           | Amber Rose            |                         |
| 2023        | White House Plumbers    | Lisa Hunt             | Serie de TV.            |